# モン＝ルイ (ピレネー＝オリアンタル県)
モン＝ルイ （Mont-Louis、カタルーニャ語:Montlluís）は、フランス、オクシタニー地域圏ピレネー＝オリアンタル県のコミューン。
ヴォーバンの防衛施設群の1つとして、モン＝ルイはUNESCO世界遺産に2008年に登録された。

## 地理
標高1600mのピレネー・カタラーヌ地域圏自然公園内に位置し、県内の日当たりの良い山の中心にある。モン＝ルイは次の3つの地域の交差する場所である。テート川の谷を下って地中海に達するコンフラン、スペイン側に開けたセルダーニュ、オード川谷を通じてフランス側に向くカプシルである。モン＝ルイは冬のスキー・リゾート地である。
モン＝ルイの面積はわずか39ヘクタールしかなく、県内で面積最小のコミューンである。

## 歴史

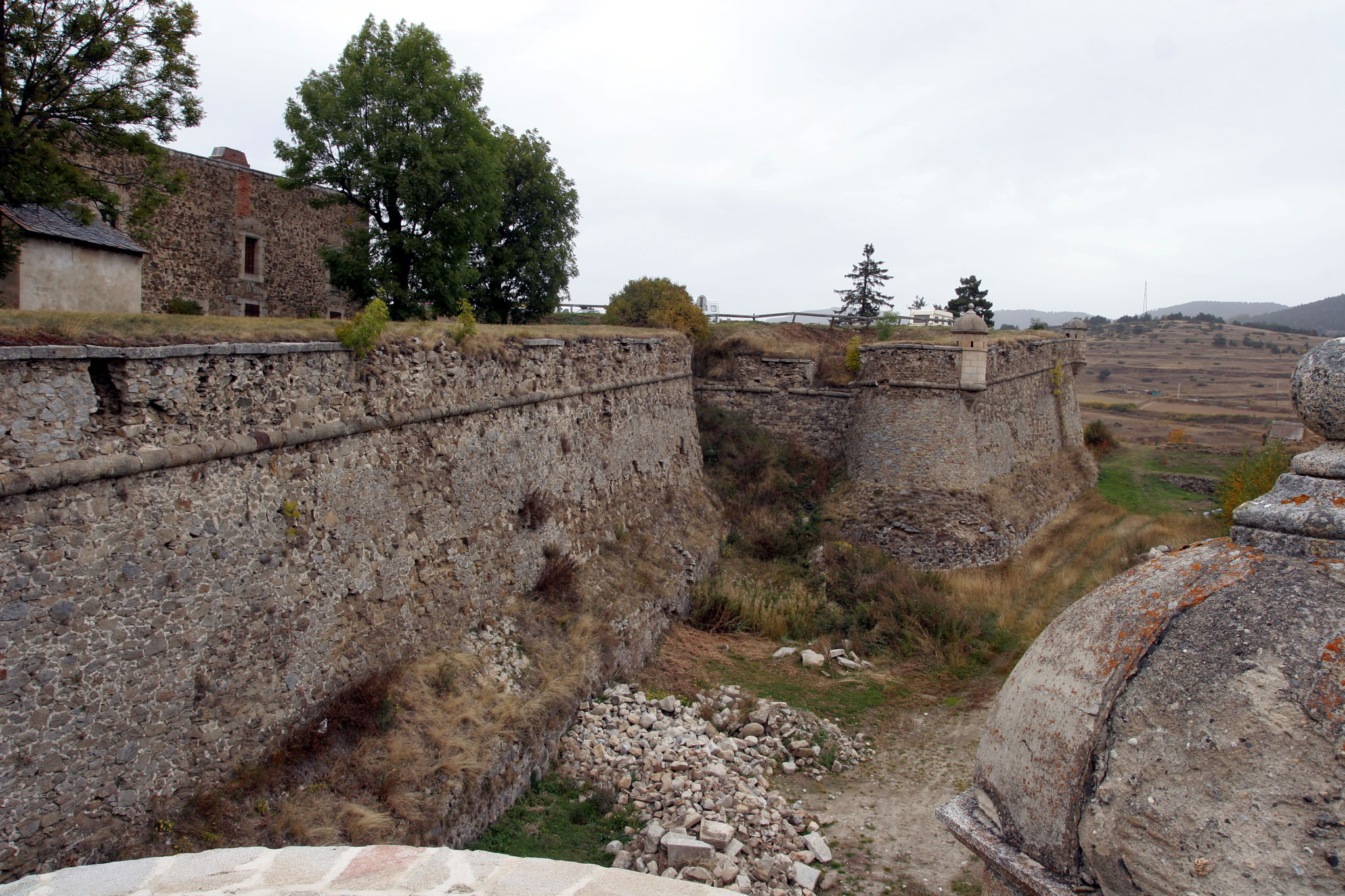
まちを取り巻く城壁

ピレネー条約（1659年）に続いて、対スペインの新しい領土を確保するためルイ14世は要塞総監ヴォーバンに対し、軍の要請に応えた強度設計、実用的な計画と堅実さをもって南部の対スペイン国境では住民の生活が守備と統合されるよう、要請した。
1679年3月、ヴォーバンは、事業及び組織形態、おおよその人件費を規定する正確な文書を使用して計画を提示するよう求めていた戦争大臣ルーヴォワ侯に対し、文書を提出した。提案された設計図は、自然の地形を利用したものだった。東側は少し保護が必要だがテート川の渓谷によって守られ、セルダーニュの方角と往来が容易な西側には数多くの防衛設備が設置された。要塞は驚くべきことに4つのゾーンに分けられていた。シタデル、高地のまち、低地のまち、そして待避所である（後者の2つは最終的には建設されなかった）。一時的に平和な時期には、兵士たちは本質的にはモン＝ルイの労働力であった。兵士たちは大勢おり（1680年にルーヴォワ侯が訪問した際は3700人いた）、要塞の近くに配置され、過酷な任務（モン＝ルイの過酷な気候のため困難な状況下で軍務についていた）のため薄給であった。兵士たちは熟練した職人たち（レンガ職人、石工、大工、鍛冶、鉱夫など）に監督されており、その後は監督官や王に雇われた技師に監視されていた。軍服の名声は、土塁をつくる作業より軽視されていた。義務を放棄したとみなされた多くの者は、非難されるおそれがあり、ガレー船へ送り込まれるか、死刑宣告を受けた。
その後要塞内には4000人の男性と300頭の馬が収容され、病院と民間人の暮らすまちもあった。ヴォーバンは後で教会と兵舎も建てた。1681年に工事が完了し、フランス最南端の軍事最前線となり、スペイン領のプッチサルダーの砦を監視していた。
フランス革命中の1793年、モン＝ルイはモン＝リーブル（Mont-Libre）と改名させられた。スペイン王カルロス4世はピレネー条約で失われた領土の回復を目論見、国民公会に対して宣戦布告した。和平は1795年8月1日に調印されたが、1803年10月24日までしか守られなかった。モン＝リーブルがモン＝ルイに戻される一方、その間まちはセルダーニュに駐留するピレネー東面軍（革命政府軍）の軍用倉庫にされている状態だった。1808年以降は、スペイン軍兵士を収容する大型の通過収容所にされた。
大戦が、国を脱出する難民を要塞の壁の中に向かわせる波をつくった。ドイツによるフランス占領以前の1936年にはスペイン内戦を逃れた人々が、自由フランス軍による祖国解放後はフランスからスペインへ逃れる人々がモン＝ルイへ向かった。

## 人口統計
| 1962年 | 1968年 | 1975年 | 1982年 | 1990年 | 1999年 | 2007年 |
| ------ | ------ | ------ | ------ | ------ | ------ | ------ |
| 273    | 391    | 250    | 239    | 200    | 270    | 284    |